# Артаваз
Артаваз (вірм. Արտավազ) — гора у Вірменії, одна з вершин Памбацького хребта. Являє собою унікальну напівкруглу гору в центральній частині Памацького хребта. Територія гори оголошена пам'яткою природи — «Реліктовий цирк на горі Атаваз». На радянських мапах гора позначена як Керогли. Висота становить 2929 м.